# カエルの為に鐘は鳴る
『カエルの為に鐘は鳴る』（カエルのためにかねはなる）は、任天堂とインテリジェントシステムズが開発し、1992年9月14日に発売したゲームボーイ用アクションRPGである。日本国外では未発売。

## 概要
「ゲロニアン軍」に占拠された「ミルフィーユ王国」を救うべく、王国の王子が冒険するというストーリー。メーカー公称のジャンルはアドベンチャーゲーム、またはアクションロールプレイングゲームとなっている。
テレビCMは、カエルのコスプレをした遠野舞子がドイツ民謡『山の音楽家』の替え歌を歌いながら踊り、最後は本物のカエルに変身してしまうという内容。CMの中では、ギャグ要素を含む本作の内容を指して「変身ギャグベンチャー」と紹介していた。
発売されたのは日本のみで続編なども製作されていないが、後述のように近年の任天堂製ゲームソフトにおいて本作関連の要素が採用されることがある。漫画家の石塚2祐子は自身の連載漫画『犬マユゲでいこう』でしばしばリメイク希望を述べており、『ゲームセンターCX』の企画でプレイしたMCの有野晋哉もリメイクして欲しい作品としてこの作品を挙げていた。

## システム
プレイヤーは主人公であるサブレ王国の王子（以下、「サブレ王子」または「王子」と表記）を操作し、国中を冒険しながら数々のイベントをクリアし物語を進めていく。一般のRPGのような経験値の概念は無く、剣や盾といった武具や「セイントストーン」と呼ばれる3種類の石（ライフストーン・パワーストーン・スピードストーン）を入手することで、各種ステータスが上がる。この種のアイテムの取り忘れがあると、ボスクラスの敵には絶対に勝てないようになっている。
ゲームボーイ用ソフトとしては珍しく、文字表記が漢字交じりとなっている他、随所に4倍角文字が登場する。

### 移動方法
フィールド上と、城や洞窟の中などのダンジョンでは、視点及び操作方法が大きく異なる。
フィールド上は一般的なRPGのように上方から見下ろした画面となる。村や町、城、洞窟が用意されており、王子を東西南北（上下左右）へ移動させこれらの目的地へ向かう。フィールド上には敵の姿が見えており、触れると戦闘となる。
ダンジョン内ではアクションゲームのように真横から見た画面となる。左右への移動、はしご・ツルなどの昇降、ジャンプを駆使し探索を行うが、ブロックを押して足場を作るなどアクションパズルの要素もある。フィールド上と同様に敵が存在し、触れると戦闘となる。

### 敵との戦闘
敵に触れると戦闘シーンとなる。ただし一般的なRPGのようにコマンドを選択する必要は無い。王子と敵が自動的に攻撃と防御を繰り返し、どちらかの体力が無くなると戦闘終了となる。戦闘の途中でボタンを押すことにより「逃げる」「道具を使う」命令のうち、いずれか1つを実行できる。王子の能力が上がると弱い敵は弾き飛ばせるようになるが、この際には敵から金銭やアイテムを入手できない。
勝敗は王子のライフ、攻撃力などの能力値、持っている武器と防具、敵の強さにより決定され、攻撃や防御の失敗・成功といった運の要素は存在しない。王子が勝った場合はランダムでお金やライフを1つ回復させる小ハート、アイテム等を得ることができることもある。負けた場合は最後に立ち寄った村や町の病院から再スタートとなるが、お金やアイテムは減らない。
このためフィールドで手に入る武具やHP増加系のアイテムをしっかり取得していないとボスには歯が立たず、必ず負けてしまう。

### 変身
物語が進むと王子はカエルやヘビに変身できるようになる。カエル、ヘビ、人間の姿を適宜切り替え物語を進めていく。
- カエル - 高いジャンプ力を持ち、水中での行動が可能となる。虫の敵に触れても戦闘にはならず、食べて体力を回復できる。その一方で通常の敵には全く歯が立たず、特にヘビには弱い。水に入ることで変身できる[3]。敵の兵士からはかわいがられエサをもらってライフを回復できるが、物語の終盤では普通に戦うことになる。
- ヘビ - 狭い所を通り抜けたり[3]、弱い（吹き飛ばせるレベル）敵をブロックにする事ができる。また敵のヘビと会話できるようになる。ただしジャンプ力が極端に落ちるうえ、攻撃力もさほど高くない。温泉タマゴを食べることで変身する。
- 人間 - 基本の姿。一番攻撃力がある[3]が特殊な能力はない。王子はカナヅチなので、カエルに変身できない時に水に入ると溺れ、最後に立ち寄った村や町の病院に戻される。変身能力獲得以降はしあわせの果実を使った時や敵との戦闘に負けた時に人間に戻る。

## アイテム
- コイン - お金。通貨単位は「クリ」。倒した敵や宝箱の中から入手できるほか、イベントでもらうこともある。大金が入っているものはドル袋で表示される。所持できるのは最大100万クリまで。
- ハート - ライフがひとつ分回復するアイテム。戦闘後に敵が落とすことがある。
- 日記帳 - 冒険の現在の進行状況をセーブできるアイテム。王子の視点で書かれた日記であらすじを確認することもできる。日記には日付が振ってある。
- マップ - 現在地を確認できるアイテム。フィールド上で使うとミルフィーユ王国マップが、エクレア宮殿内で使うと宮殿マップが表示される。宮殿マップでは、☆の表記のある部屋はストーリー展開に重要となる部屋で、まだ行ったことのない場所は黒く表示される。
- 剣 - 王子が身につける武器。POWER（攻撃力）が上がる。店では売られていない。フェンシングの剣、青銅の剣、銀の剣、スネークキラーの順で強くなる。フェンシングの剣は最初から所持している。
- 盾 - 王子が身につける防具。ARMOR（防御力）が上がる。カガミの盾を除き、店で売られている。木の盾、皮の盾、鉄の盾、カガミの盾の順で強くなる。
- セイントストーン - 王子のステータスを上げることのできる石。ライフストーン、パワーストーン、スピードストーンの3種類があり、それぞれ、ライフの上限、POWER（攻撃力）、SPEED（攻撃回数）が増える。
- 回復のワイン - 飲むと王子のハートが3つ分回復する。とある場所で話を聞き、ゲーム中盤以降に再び同じ場所で話を聞くと、ハートが6つ分回復する「ワイン一番搾り」を入手できる。値段は回復のワインと同じで、その時点でまだ取っていない回復のワイン入りの宝箱の中身も、全て「ワイン一番搾り」に変わる。以降、元の回復のワインを入手することはできない。なお、「ワイン一番搾り」を入手しなくてもゲームの進行に一切支障は無い。
- ノコギリ - 使用回数制限アイテム。最大32。木を切ることができるほか、一部の敵に対して攻撃力が上がる。横スクロールのアクション面では装備できない。
- 幸せの果実 - 使用回数制限アイテム。最大32。マンドラが育てていた不思議な果実。食べると気持ちよくなって気絶する。人間に戻るときに使用。
- 温泉タマゴ - 使用回数制限アイテム。最大32。ゲロベップ温泉特産品。王子が食べると(以前噛まれたヘビの毒の副作用により)なぜかヘビに変身できる。ライフが1つ回復する。
- ツルハシ - 使用回数制限アイテム。最大32。特定の岩を破壊できる。装備したまま戦闘も可能だが、攻撃力は剣よりもかなり劣る。
- ワサビ - 使用回数制限アイテム。最大32。にぎりずしには欠かせない。戦闘中に相手に投げつけると、ツーンとなってしばらく行動不能にできる。戦闘以外の時に自分が食べると、「大人の味」を感じた後、2秒間行動不能になってしまう。
- ワープドア - ワープできるアイテム。フィールド上で使うと最後に入った町に戻り、ダンジョンで使うと入り口に戻る。
- カギ - エクレア宮殿内の扉を開くための鍵。ダイヤのカギ、ハートのカギ、クラブのカギ、スペードのカギの4種類があり、それぞれのマークが描かれた扉を開くことができる。
- あやしいクスリ - マンドラから受け取る、文字通りのあやしいクスリ。容器の表面にはカエルのイラストが描かれている。無料。リチャードやカスタード兵たちも服用した。
- さらにあやしいクスリ - マンドラから受け取る、文字通りのさらにあやしいクスリ。容器の表面に人の顔のイラストが描かれている。異様に値段が高い（その時点での所持金全額と同額の値段となる）。
- バイリンガエル - エスキモー村の赤ずきんの店に伝わる秘密の帽子。人間の姿のままでカエルなどの生き物と会話できるようになる。
- いにしえの石板 - フーリン火山に眠る曰くありげなメッセージが刻まれた石板。
- イケイケだま - アイテムではなくフィールドやダンジョンの所々にある設備の一種。球状のオブジェで、触れるとライフが全回復する。

### ナンテンドウ製品
後述の施設「ナンテンドウ」に籍を置くアレヲ＝シタイン博士たちが発明したアイテムの数々。
- リストバンド - 小さなブロックや岩を動かせる。かなり昔にできた製品らしい。
- パワーグローブ - 大きなブロックや岩を動かせる。正式名称は「スペシャルハイパーグローブ」という。見た目は白い「ぐんて」。
- マンモス・コントローラー - 動物を自由に操れる機械。対象の頭部に設置して、コントローラーで操る。
- Zの笛 - パワードスーツ「東京コミックショーZ」を呼ぶ笛。スーツの完成前に吹くと「まぁ～だだよ～っ」という声が返ってくる。

## パロディ
本作には様々なパロディネタが盛り込まれている。
- パロディ名 - パロディ元 - 解説

- カエルの為に鐘は鳴る - 誰が為に鐘は鳴る[3] - アーネスト・ヘミングウェイの小説『誰がために鐘は鳴る』（映画化作品の邦題では「ため」が漢字）。同小説はスペイン内戦を題材とした恋愛劇で、内容は本作と全く関係がない。
- 港町シーミズ - 清水港 - 清水次郎長で有名な「清水港（しみずみなと）」。
- ゲロベップ温泉 - 下呂温泉、別府温泉 - 有名温泉地の合成。
- ワイン一番搾り - キリン一番搾り - 1990年に発売されたビールの商品名。
- ナンテンドウ - 任天堂[3] - セルフパロディ。『トレード&バトル カードヒーロー』ではゲーム内で使用されるトレーディングカードの販売会社の名前になっている。また、『トモダチコレクション』のゲーム中のニュースでも「何天堂」のネタがある。ちなみに、上記のゲームはいずれもこのゲームと同じ坂本賀勇が開発に関わっている。
- アレヲ・シタイン博士 - アインシュタイン博士[3] - 物理学者。同様に坂本賀勇が開発に関わったワリオランドアドバンスで再登場している。
- デスクライター - ディスクライター - 当時店頭に設置されていた、ディスクシステムソフトを書き換えるための装置。ゲーム内の説明に「かきかえ 1かい 500えん」とあるが、これはディスクライターにおける金額と同じ。
- デスクファックス - ディスクファクス - ディスクシステム全盛期に行われた、特定ソフトの全国大会に応募するための装置。
- 赤ずきん - 赤ずきん - グリム童話などで著名な童話のタイトルとその主人公。
- フーリン火山 - 風林火山 - 武田信玄の旗指物で著名な用語。出典は「孫子」。
- カザンオールスターズ - サザンオールスターズ - 音楽バンド。さらにリーダーの「ヘースケ」は「桑田佳祐」（ケースケ）のパロディ。
- 東京コミックショーZ - 東京コミックショウ - ショパン猪狩を中心とするコミック集団。「レッドスネークカモン」と叫んだ後に笛を吹き、壷の中からぬいぐるみの蛇を呼び出すというネタで人気を博した。
- 埋蔵金発掘に夢中な「こぴーらいたー」 - 糸井重里 - 当時放映されたTBSのバラエティ番組『ギミア・ぶれいく』の企画「徳川埋蔵金発掘」で糸井が出演していた。後に彼が製作したゲームソフト『MOTHER2 ギーグの逆襲』でも埋蔵金発掘をパロディにしている。

## ストーリー
サブレ王国の王子とカスタード王国のリチャード王子はライバル同士。サブレ王子は何度となくリチャード王子と剣術の試合に臨むが、一度も勝てずにいた。ある日、いつものように対決していると、2人のもとに、ティラミス姫の治める友好国・ミルフィーユ王国が謎の軍団「ゲロニアン」に占領されたという報告が届く。2人はそれぞれ先を競うようにミルフィーユ王国へ向かうが、果たしてサブレ王子はリチャード王子よりも先に姫と国を救うことができるだろうか。

## 地域
ティラミス姫が治める冒険の舞台ミルフィーユ王国は、エクレア宮殿を中心に火山から雪国まで自然色豊か。しかし物語の序盤では大地震に見舞われる。
エクレア宮殿
ティラミス姫の居城だったが、ゲロニアンに乗っ取られる。この宮殿には冒険の進行度合いに応じて何度も赴くことになり、その都度別のルートを進む。
港町シーミズ
サブレ王子が最初に到着する港町。大地震の影響で壊滅的な被害を受ける。
城下町アラモード
エクレア宮殿の城下町。宮殿に次いで物語の重要拠点となる。街にはカエルが大勢いる。
ババロア山
アラモードからオバケの木の森を抜けた先にある。謎の魔女マンドラが住んでいる。
ゲロベップ温泉郷
無料で入れる温泉がある街。しかも混浴。温泉では傷を癒せるため、病院は閑散としている。年に一度、春祭りが開催される。
スプリングヒル
ティラミス姫の記念館「春を告げる鐘つき堂」がある町。だがそのシンボル「春を告げるベル」が大地震の影響で壊れる。
クロザ島
スプリングヒルから船で移動する離れ小島。娯楽の殿堂「ナンテンドウ」と保養地のジャングルがある。
ナンテンドウ
クロザ島に立地する近代的な建物。内部にある研究所ではアレヲ・シタイン博士が様々な発明品を生み出している。食券方式の社員食堂には「デスクライター」があり、「1回500円」と表記されている。
ジャングル
ナンテンドウ職員の保養地だったが、ゲロニアンに占拠される。最奥にはワサビ畑がある。
メレンゲ氷河
巨石を抜けた先にある雪国。とても寒いのでカエルやヘビは生息できない。北の岬では長老が隠棲しているが、なぜかそこでは生きて行けないはずのカエルが門を守っている。
エスキモー村
赤ずきんの店がある小さな村。後にマンモスが復活した際には村に入り込んで暴れ、踏み荒らされて壊滅的な被害を受ける。
フーリン
火山の町。かつてはゴールドラッシュで賑わっていたが、金山がゲロニアンに占拠されてからは荒廃している。
フーリン火山
頂上にはゲロニアンが占拠している金山がある。某コピーライターも発掘に勤しんでいる。最奥には伝説の秘剣「スネークキラー」が眠る。
フーリン砂漠
フーリン火山のふもとに広がる砂漠。フィールドとしては最強クラスの敵が多数生息している。砂漠のはずれには貴重な水源となる井戸が存在する。
シロップ湖
冬の間は湖面が凍っていて船などは使えない。あるイベント後に氷が解けて通行可能となる。
タルト高原
特にダンジョンは存在しないが、マップで確認できる。

## キャラクター

### メインキャラクター
サブレ王国の王子
本作の主人公。フルネームは「〇〇〇〇・デ・サブレ」。態度は大きいがお人よしかつ単純であり、情には厚い熱血漢。経済大国の王子として生まれたため金銭面の不自由はなく、何でも金の力で解決しようとする。泳ぎが苦手。
リチャード王子
おシャレでクールなカスタード王国の王子。サブレ王子とは同い年の幼なじみで良きライバルであり、ルックス、スタイル、おつむの程度もほとんど同じ。剣術の腕はサブレ王子よりも上で対戦成績は56勝0敗。口が悪くいやな人物に見られがちだが、根は優しい友達思いである。
デラーリン打倒後、ティラミス姫との結婚を賭けてサブレ王子と決闘するが、それは形だけだった。サブレ王子に勝ったものの、彼が自分に勝てないのは「相手を傷つけまいとする優しさ」が理由だと見抜くと負けを認め、潔く身を引いた。
『ゼルダの伝説 夢をみる島』『ゼルダの伝説 夢をみる島DX』では「カナレット城の王子」としてゲスト出演している（詳しくは後述）。
ティラミス姫
ミルフィーユ王国を治める姫。フルネームは「ティラミス・ド・ミルフィーユ」。絶世の美女と噂される、2人の王子の憧れの女性。聖なる力で国の平和を保っていたが、デラーリンに城を占領され行方不明となる。
実は魔女マンドラに化けていたらしいが、サブレ王子の「ティラミス姫がマンドラに化けていたのであって、よもやその「はんたい」ではあるまいな？」との問いにはミルフィーユ王国臣下のポルナレフも歯切れが悪く「そんなものはどちらでも同じではありませんか」と答える。ある町の前では、サブレ王子がマンドラをティラミス姫と見間違う場面がある。エンディングでは主人公と婚約する。
デラーリン
本作の最終ボス。一人称は「ワシ」。ゲロニアン軍を率いてミルフィーユ王国を侵略した魔王。その正体はヘビ。
ティラミス姫を妃に迎え、正式に国王となってミルフィーユを悪の王国に作り替えようとしている。一方でカエルに優しくするよう命令を出しているが、その目的は育ったカエルを食べるためである。終盤では一斉にカエル狩りを行い食料として確保した。
冬眠中は普通のヘビの姿であり、主人公からは「最後の敵が強いとは限らない。こんなヘビとは気が抜ける」と完全に舐められていたが、真の姿である巨大なヘビへと変身し圧倒する。そこへパワードスーツを完成させて駆け付けたアレヲ＝シタイン博士と戦い、一時圧されるも反撃して故障させる。だが弱っていたため主人公でも対抗できるようになり、博士の回復装置の援護を受けて逆転される（ミュージックのせいで勝手に踊ってしまい自由が利かなくなった）。しかし回復装置の力でデラーリンまで治癒してしまい、決着がつかなくなるという有様だった。そこへ現れたリチャードが博士をどこかへ突き飛ばし、今度はリチャードの部下（カエル）たちと戦いになるが全員丸呑みにしてしまう。そのまま主人公とリチャードを追いつめるが、春を告げるスプリングベルが鳴ったことでリチャードたちが元に戻り、腹の中の兵士たちが暴れ出したためたまらず吐き出してしまう。更にリチャードに手傷を負わされるが、8つのバリアボールを展開することで返り討ちにする。しかし今度はじんべぇが駆け付け、彼が投げた剣によって片目を失いバリアの一つが消滅。更に二人の友情によってスネークキラーが真の力を発揮したことで形勢逆転。主人公の一撃によって倒され、「悪の王国を築くまでは死ねない」と最期まで野望を抱いたまま敗死した。
マンドラ
分厚いメガネをかけた怪しい魔女。デラーリンの退治法を知っているらしい人物。ペットはハゲワシのポルナレフ。実はティラミス姫がマンドラに化けていたというが、サブレ王子は疑念を抱く（ティラミス姫の項参照）。

### サブキャラクター
ジャム
城下町アラモードに住むミルフィーユ王国一の大泥棒。ゲロニアン相手にしか盗みを働かないことを信条とする。初めは王子をゲロニアンの手先だと思い込み敵視していたが、なぜか彼もカエルになり、王子だと知った後は、王子に「リストバンド」をくれたり、王子やカスタード兵が捕まった際には言葉は通じないながらも牢屋から助け出してくれたりと協力的になる。
マンドラがなぜ彼にも「クスリ」を与えたのか、その理由は不明。隻眼であり、特徴となっている眼帯はカエルになっても着用している。
アルフレド・じんべぇ
自称「じゃぱにーず・びじねすまん」。ミルフィーユ王国に眠る金塊を持っていけば、スプリング・ヒルの「春を告げるベル」を直してくれるという。その正体はミルフィーユ王国親衛隊長・ポルナレフ大佐。
アレヲ＝シタイン博士
ナンテンドウの研究員。美食家で、特に寿司には譲れないこだわりがあり、食の好みの合う人としか話をしない。「ハイパーグローブ」「マンモスコントローラー」「Zの笛」「パワードスーツ」を発明する。
後の作品『ワリオランドアドバンス ヨーキのお宝』にも登場している（詳しくは後述）。
赤ずきん
エスキモー村に住む優しい女の子。厳しい親方にいじめられて店を逃げ出す。動物と話せるアイテム「バイリンガエル」をくれる。王子のことを「おぢサマ」と呼ぶ。
親方
赤ずきんの店の親方。赤ずきんをいじめていたが、その正体はデラーリンのためにお金を貯めようとしていたゲロニアン兵だった。
長老
エスキモー村の長老。大の人嫌いで、村の北の岬にある小屋に篭っている。かつて氷の洞窟にマンモスを封じ込めたが、現在ではその力は失われているため、復活後の再戦では負ける。
ヘースケ
フーリンに住む金山掘りのプロで「カザンオールスターズ」のリーダー。妻帯者。昼間からバーに入り浸っていたがサブレ王子に諭され改心する。王子が募集したフーリン火山の金山掘りのバイトに参加するが、バイト代欲しさに、フーリン火山の金がマグマであることを隠していた。
グラフィックはもちろん、公式イラストにおいても武器や防具を持っているようには見えないが、それでも戦闘力はとても高い。
カザンオールスターズ
ヘースケをリーダーとする金山発掘のプロ集団。戦闘力が高く、サブレ王子との同行時に敵に出くわすと全員で飛び掛かってあっという間に倒す。ヘースケ以外のメンバーは、コータ・マーシー・トディ。
マンモス
氷の洞窟の中で氷づけにされた巨大マンモス。後に氷が解けエスキモー村で大暴れした際「アニマルコントローラー」により大人しくなる。サブレ王子との同行時に敵に出くわすとあっという間に倒す（演出上は画面外のどこかに跳ね飛ばしてしまう）。
マドレーヌ
城下町アラモードで父と暮らす女の子。容姿がティラミス姫にそっくりだったため、行方不明のティラミス姫の身代わりとしてゲロニアン兵に捕まる。

## 移植版
| No. | タイトル                            | 発売日        | 対応機種        | 開発元                                      | 発売元 | メディア                                      | 型式 | 備考 | 出典                    |
| --- | ----------------------------------- | ------------- | --------------- | ------------------------------------------- | ------ | --------------------------------------------- | ---- | ---- | ----------------------- |
| 1   | カエルの為に鐘は鳴る                | 2000年3月1日  | ゲームボーイ    | 任天堂開発第一部 インテリジェントシステムズ | 任天堂 | フラッシュロムカセット （ニンテンドウパワー） | -    |      |                         |
| 2   | カエルの為に鐘は鳴る                | 2012年9月5日  | ニンテンドー3DS | 任天堂開発第一部 インテリジェントシステムズ | 任天堂 | ダウンロード （バーチャルコンソール）         | -    |      | [ 4 ] [ 5 ]             |
| 3   | ゲームボーイ Nintendo Switch Online | 2024年5月15日 | Nintendo Switch | 任天堂                                      | 任天堂 | ダウンロード                                  | -    |      | [ 6 ] [ 7 ] [ 8 ] [ 9 ] |

『ゲームボーイ Nintendo Switch Online』版ではオリジナル版から以下の点が変更されている。
- 戦闘中の攻撃時のフラッシュの点滅表現が低減されている。
- ゲロベップ温泉で温泉に入っている男性が「いい湯だな」を歌っていたものを別のセリフに変更。

## スタッフ
- シナリオ：坂本賀勇
- グラフィックデザイナー：真下雅彦
- メインプログラマー：佐藤成希
- プログラマー：藤井康彦、栗山裕也
- サウンドコンポーザー：戸高一生
- テクニカルアドバイザー：福井浩太、山野勝也
- コーディネーター：成広通
- キャラクターデザイナー：山根知美
- スペシャルサンクス：横井軍平、岡田智、小田部羊一、中村健一
- ディレクター：大澤徹
- プロデューサー：加納誠
- 製作：チームシカマル

## 評価
- ゲーム誌『ファミコン通信』の「クロスレビュー」では、6・7・8・9の合計30点（満40点）でシルバー殿堂入りを獲得[10]、『ファミリーコンピュータMagazine』の読者投票による「ゲーム通信簿」での評価は以下の通り22.2点（満30点）[11]。

| 項目 | キャラクタ | 音楽 | お買得度 | 操作性 | 熱中度 | オリジナリティ | 総合 |
| 得点 | 4.0        | 3.4  | 3.7      | 3.6    | 3.6    | 3.8            | 22.2 |

- ゲーム誌『HiPPON SUPER!』の「TVゲームブロードウェイ」では、「ゲームテンポのよさ、メッセージのうまさ、場面の見せ方、キャラクターのたて方等々、プレイして感心してしまうほどによくできている」と高評価された[12]。「TVゲームブロードウェイ」の取り上げの翌号も「Hot Game Review」で本作が取り上げられている。こちらではストーリーテンポを評価する一方で、アクションシーンと戦闘シーンが少々融通の利かない展開になってしまいがちな点のみ辛い評価を下している[14]。

- ゲーム情報サイト『電撃オンライン』にてライターのそみんは、本作を「短時間で濃密なゲームらしさを味わえる神ゲー」であると位置付けており、主人公の人間、カエル、ヘビの3形態を上手く使い分ける事でゲームが進行する部分や基本的にはRPGであるがアクションや謎解き要素がある事に関して「RPG的な成長要素があるアクションパズル」と例え、多ジャンルを織り交ぜた名作としてスーパーファミコン用ソフト『エストポリス伝記II』（1995年）や『カオスシード〜風水回廊記〜』（1996年）を挙げた上でそれらに並ぶ「神ゲー」であると絶賛した[13]。

## 関連作品
ニンテンドーサウンドコレクション Vol.3「ルイージ」
任天堂の会員サービス「クラブニンテンドー」のオリジナルグッズとして2005年に製作された音楽CDで、この中に、本作のテーマ曲が「王子の冒険」という名前で収録されている。
ゼルダの伝説 夢をみる島 / ゼルダの伝説 夢をみる島DX
リチャード王子が「カナレット城の王子」としてゲスト出演している。彼が身を寄せている小屋ではカエルが跳ねており、ミルフィーユ王国のフィールドBGMアレンジが流れている。
ワリオランドアドバンス ヨーキのお宝
アレヲ＝シタイン博士がゲスト出演している。各ステージにあるボーナス部屋にいて、アイテムを得る際に持ち上げるなどして利用することになる。攻撃することはできるが倒せない。
大乱闘スマッシュブラザーズX
収集要素の一つである「シール」に、「サブレ王国の王子」のシールが登場する。
メイドイン俺
ゲーム中で特定の条件を満たすことで入手できるレコードの一つとして、カエルのテーマ（前述の「王子の冒険」）をアレンジした「カエルのために」というBGMがある。
トモダチコレクション 新生活
ゲーム内の「輸入洋品店」の特別な品として、2013年6月16日から6月30日までの期間限定で「バイリンガエル」の帽子がいつの間に通信で配信された（2016年と2017年の6月16日から6月30日には再配信が行われた）。
大乱闘スマッシュブラザーズシリーズ
『for Nintendo 3DS / Wii U』では、収集要素の一つである「フィギュア」として「サブレ王国の王子」のフィギュアが登場する。また、『for Nintendo 3DS / Wii U』以降の作品ではプレイヤーを援護する「アシストフィギュア」として登場し、カエルやヘビに変身しながら他のファイターたちを攻撃する。王子の声は小林ゆうが担当。